# Mess
Mess var en österrikisk popduo, som bestod av Elisabeth Engstler, född 6 maj 1960 och Michael Scheickl, född 23 mars 1957. De tävlade för Österrike i Eurovision Song Contest 1982 med bidraget Sonntag (betyder söndag på tyska). Mess framträdde i färgglada kläder och med en dans som bestod av hopp och sparkar på samma gång. De slutade på en 9:e plats.